# Carl Spengler
Carl Spengler (* 30. Juni 1860 in Davos; † 15. September 1937 ebenda) war ein Schweizer Chirurg und Bakteriologe. Er war ein engagierter Lungenarzt und Forscher auf der Basis evidenzbasierter Medizin. Er stiftete 1923 das älteste internationale Eishockey-Turnier für Club-Mannschaften, den Spengler-Cup.

## Leben
Carl Spengler war der zweite Sohn von Alexander Spengler, Landschaftsarzt von Davos und Begründer der Davoser Höhenkur und des Kurortes Davos. Er war wie sein älterer Bruder Lucius Spengler Lungenarzt. Spengler besuchte die Kantonsschule in Chur und die Kantonsschule in Trogen. Er studierte Medizin an den Universitäten Zürich, Tübingen, Kiel,  Heidelberg und Strassburg. In Heidelberg wurde er Mitglied des Corps Suevia. Nach dem Staatsexamen 1886 und der Promotion 1887 in Strassburg war er bis 1889 Assistenzarzt an der chirurgischen Universitätsklinik in Zürich. Er war von 1892 bis 1896 Assistent von Robert Koch am Preußischen Institut für Infektionskrankheiten in Berlin. Danach war er Leiter des Sanatoriums Alexanderhaus in Davos und betrieb weitere Forschungen zu Tuberkulose, Syphilis, spanischen Grippe und Krebs.
Er war mit Ella M. C. L. Richter, geb. Brockmann verheiratet. Sein Sohn Alexander K. Spengler (junior) gehörte zu den frühesten Mitgliedern des HC Davos.

## Immuntherapie nach C. Spengler

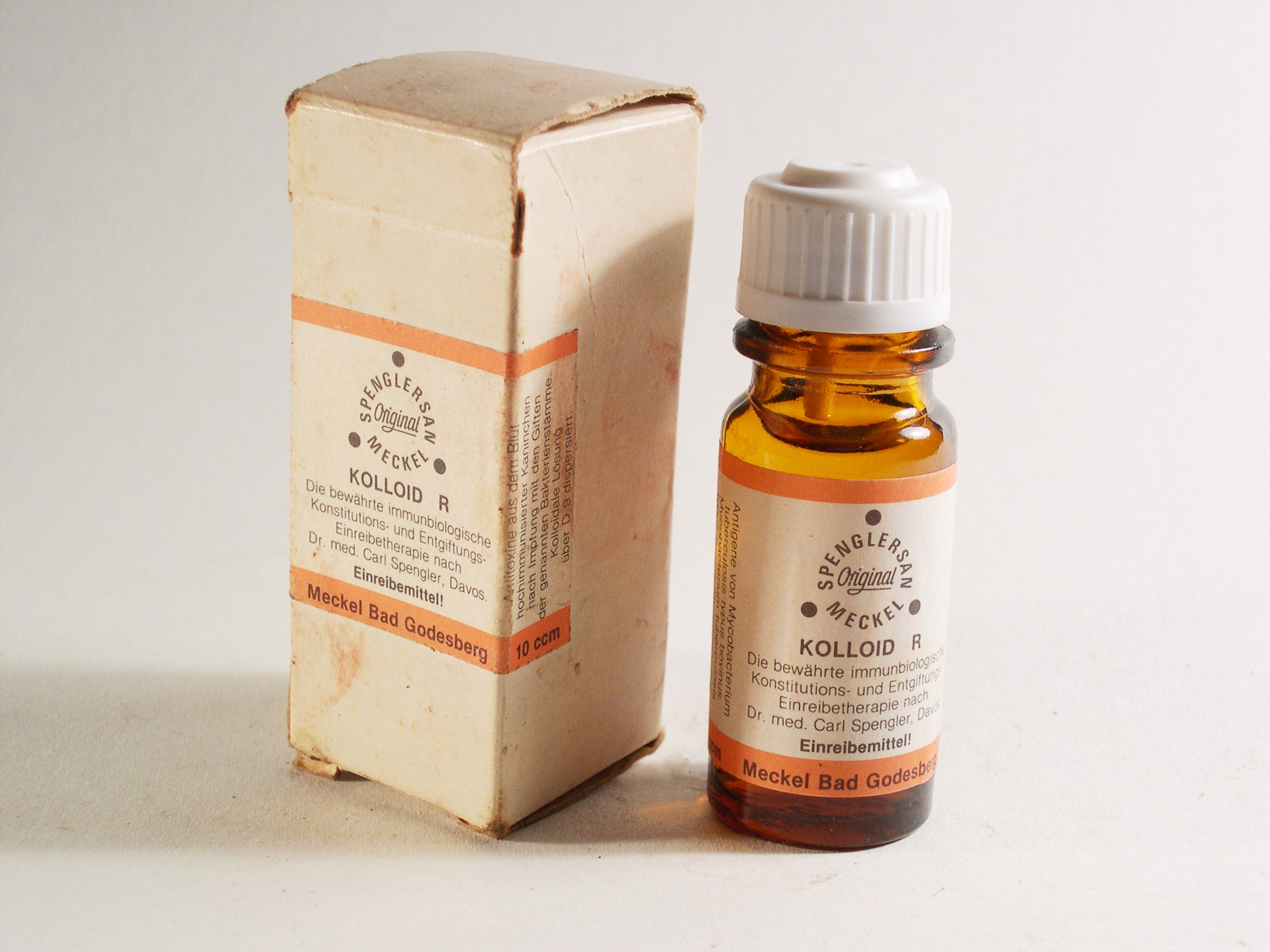
Spenglersan

Spengler interessierte sich für die immunologischen Möglichkeiten der Bekämpfung der Tuberkulose (Tb) und das von Robert Koch entwickelte Tuberkulin. In den Jahren 1892 bis 1894 verbrachte er das Sommerhalbjahr bei Koch in Berlin mit Forschungsarbeiten über neue Behandlungsmöglichkeiten der Tuberkulose. Er arbeitete mit an der Weiterentwicklung des Koch’schen Tuberkulins. Zurück in Davos entwickelte er auch eigene Immunkörper (IK) um die Tuberkulose und andere Krankheiten zu bekämpfen.
Seine originalen Präparate entsprechen nicht mehr dem heutigen Stand und wurden darum von den Herstellern in den 1980er Jahren auf homöopathischer Basis neu formuliert.
Einige der von Spengler eingeführten Mittel (Spenglersane, Spengler Kolloide, Spenglersan Kolloide) werden heute in der Alternativmedizin sowohl therapeutisch als auch diagnostisch eingesetzt. Sie werden aus Antigenen und Antitoxinen verschiedener Bakterienstämme hergestellt, die homöopathisch auf D9 oder D13 potenziert wurden. Der Anwendung liegt die Vorstellung zugrunde, dass das Immunsystem gestärkt und die Selbstheilungskräfte gefördert werden. Eine wissenschaftlich belegte Wirksamkeit besitzen die Präparate nicht.
Die Präparate werden als Fertigarzneimittel z. B. unter den Namen Spenglersan Kolloide, von weiteren Pharmaunternehmen auch unter anderen Namen vermarktet. Die Verabreichung erfolgt perkutan mittels Einreiben auf der Haut, zusätzlich gibt es in der Schweiz Präparate zum Einsprühen in die Nase oder den Rachen.
Der Dr. Spengler Blut-Test (auch Schwarz-Test bzw. Kolloid-Test nach Wolters) ist die Analyse eines Gerinnungsbildes, das nach Vermischen einer geringen Menge Blut eines mit Spenglersan behandelten Patienten und verschiedenen Spenglersan Kolloiden entsteht. Es wird auf Verklumpungen geachtet, die aus alternativmedizinischer Sicht auf das Vorhandensein von Antikörpern gegen bestimmte Bakterien zurückzuführen seien. Die Eignung des Tests ist nicht bewiesen.

## Sport
Carl Spengler war ein begeisterter Anhänger des Sportes und stiftete den Spengler Cup. Er wollte, so steht es in der Stiftungsurkunde, den einst feindlichen Nationen Gelegenheit bieten, im friedlichen Kampf ihre Kräfte zu messen und sich kameradschaftlich die Hand zu reichen. Er war eventuell auch der Erste, der in Davos oder der ganzen Schweiz auf Skiern stand; sein Vater Alexander Spengler bekam 1873 von einem nordischen Patienten ein paar lappländische Jagdskier (heute im Wintersportmuseum Davos) und Carl Spengler versuchte sich mit diesen im Skifahren.